# サルビアの花
「サルビアの花」（サルビアのはな）は、相沢靖子が作詞し、早川義夫が作曲した楽曲。1969年に発表された早川のソロ・デビュー・アルバム『かっこいいことはなんてかっこ悪いんだろう』に収録され、後に1972年にもとまろ、岩渕リリ、鳳蘭などによるカバーが、各社競作のシングルとしてリリースされた。

## 早川義夫
既にジャックスの中心メンバーとして音楽活動を始めていた早川は、ジャックス解散後の1969年11月にURCレコードから、最初のソロ・アルバム『かっこいいことはなんてかっこ悪いんだろう』をリリースしたが、その中に自作曲のひとつとして「サルビアの花」を収録した。
その後「サルビアの花」は、1971年に、当時はプロを対象としたコンテストだったヤマハ音楽振興会主催のヤマハポピュラーソングコンテストの前身'71作曲コンクールで、オフコースの歌唱により入賞した。さらにその後、ラジオ番組『コッキーポップ』を通して紹介され、広く知られるところとなり、1972年に多数のカバーが制作される契機となった。

## 1972年の競作盤
『コッキーポップ』で「サルビアの花」が広く知られるようになると、レコード各社は競ってカバーシングルをリリースした。その中で最も大きなヒットとなったのは、青山学院大学の女学生たち3人のグループだったもとまろによるバージョンであった。

### 鳳蘭盤

#### 収録曲
- 全編曲:親泊正昇

##### Side:A
1. サルビアの花（3分41秒）
作詞:相沢靖子、作曲:早川よしお

##### Side:B
1. さよならの季節（3分22秒）
作詞:ヒロコ・ムトー、作曲:丹羽応

### もとまろ盤
もとまろ唯一のレコード。
ベースは萩田光雄が弾いている。

#### 収録曲
- 全編曲:岸根孝雄

##### Side:A
1. サルビアの花（4分07秒）
作詞:相沢靖子、作曲:早川よしお

##### Side:B
1. 風船（3分09秒）
作詞:桐山幸子、作曲:奈良史樹

### 岩渕リリ盤

#### 収録曲

##### Side:A
1. サルビアの花（4分10秒）
作詞：相沢靖子／作曲：早川よしお／編曲：小野崎孝輔

##### Side:B
1. 遠い処へ行きたい（3分43秒）
作詞：桑原住夫／作曲：土屋やす子／編曲：青木望

### 川奈真弓盤

#### 収録曲
- 全編曲:青木望

##### Side:A
1. サルビアの花（3分37秒）
作詞:相沢靖子、作曲:早川義夫

##### Side:B
1. 二つの道（3分34秒）
作詞:意乃村酔、作曲:丘田湖勤

### その他の競作盤
この他にも、NOWによるシングルが発表された。

## その他のカバー
- 本田路津子 - アルバム『耳をすましてごらん (1972年)』[7]
- 山本リンダ - アルバム『どうにもとまらない (1972年)』[8]
- 天地真理 - アルバム『恋と海とTシャツと/恋人たちの港 (1974年)』[9]
- あがた森魚 - アルバム『君のこと好きなんだ（1977年）』
- 甲斐よしひろ - アルバム『翼あるもの (1978年)』[10]
- 岩崎宏美 - アルバム『すみれ色の涙から… (1981年)』[11]
- あみん - アルバム『メモリアル (1983年)』[12]
- 桑田佳祐 - 2000年に『桑田佳祐の音楽寅さん』（フジテレビ）及びAct Against AIDSイベント『Act Against AIDS '00　桑田佳祐が選ぶ20世紀ベストソング』でカバー[13][14]。
- 井上陽水 - アルバム『UNITED COVER (2001年)』[15]
- 市井紗耶香with中澤裕子 - アルバム『FOLK SONGS (2001年)』[16]
- 南谷朝子 - アルバム『しゃんそん (2007年)』[17]
- 八神純子 - アルバム『VREATH -My Favorite Cocky Pop- (2012年)』[18]
- 小坂明子 - アルバム『愛のメルヘン(1974年)』
- スウィートコーン - 販促用CD『SPECIAL TUNE（1991年）』